# Tyrone Davis
Tyrone Davis (Greenville, 4 mei 1938 - Hinsdale, 9 februari 2005) was een Amerikaanse soulzanger en een belangrijk vertegenwoordiger van de Chicago Soul.

## Carrière
Tyrone Davis groeide op in Saginaw. In 1959 verhuisde hij naar Chicago om daar als chauffeur van de bluesmuzikant Freddie King te werken.  Zijn eerste muzikale ervaring deed hij op als hulp bij enkele plaatselijke blues- en soulgrootheden, voordat hij in de clubs van Chicago een zangcarrière begon. Zijn eerste single Suffer bracht hij uit in 1965 onder de naam Tyrone the Wonder Boy. Nadat het kleine label, waarbij Davis onder contract stond, door het overlijden van de eigenaar moest stoppen, tekende hij bij Dakar Records, een voormalig sublabel van Atlantic Records, een contract.
Zijn eerste single Can I Change My Mind, oorspronkelijk de B-kant, werd zijn eerste succes en bereikte de toppositie van de r&b- en de pophitlijst (#5). Vanaf dan bepaalde Davis de Chicago soul met zijn zachte en orkestrale manier. Zijn grootste hit Turn Back the Hands of Time (1970) bereikte de pophitlijst (#3). Een jaar nadat Davis zijn derde hit Turning Point uitbracht in 1976, wisselde hij naar CBS Records. Daar vertoonden zijn songs, geheel in de stijl van de komende discobooms, een grotere dansbaarheid en bescheidenheid. In 1981 wisselde Davis naar Highrise Records. Zijn eerste single Are You Serious zou zijn laatste r&b top 5-hit worden.
Tijdens de jaren 1990 stond Tyrone Davis bij enkele kleinere soullabels onder contract, maar kon geen succes meer boeken. Hij bracht om de een of twee jaar een plaat uit en was een graag geziene gast bij diverse soul-evenementen, waar hij voornamelijk zijn oude hits zong. Daarna was hij lid van de band Oceans 7.

## Overlijden
In oktober 2004 kreeg Davis een beroerte, aan welke gevolgen hij op 9 februari 2005 op 66-jarige leeftijd overleed in het Hinsdale-ziekenhuis.

## Discografie

### Albums
- 1969: Can I Change My Mind
- 1970: I Had It All the Time
- 1970: Turn Back the Hands of Time
- 1973: Without You in My Life
- 1974: It's All in the Game
- 1975: Home Wrecker
- 1976: Love & Touch
- 1976: Turning Point!
- 1977: Let's Be Closer Together
- 1978: I Can't Go All the Way
- 1979: Can't You Tell It's Me
- 1979: In the Mood with Tyrone Davis

- 1980: I Just Can't Keep on Going
- 1982: Tyrone Davis
- 1983: Our Shining Hour
- 1983: Something Good
- 1987: Man of Stone
- 1987: Pacifier
- 1988: Flashin' Back
- 1990: Come on Over
- 1990: Man
- 1991: Sexy Thing
- 1991: I'll Always Love You

- 1992: Something's Mighty Wrong
- 1994: You Stay on My Mind
- 1995: It's So Good
- 1996: Simply
- 1997: Pleasing You
- 1999: Call Tyrone
- 2000: For the Good Times
- 2000: Relaxin' with Tyrone
- 2002: Love Line
- 2003: Come to Daddy
- 2004: The Legendary Hall of Famer

- Biblioteca Nacional de España: XX902309
- Bibliothèque nationale de France: cb14042005r (data)
- Gemeinsame Normdatei: 134570545
- International Standard Name Identifier: 0000 0000 5516 5719
- Library of Congress Control Number: n93041261
- MusicBrainz: c48ab37a-e9ee-491c-b370-e4cb8061ebb7
- Nationale Bibliotheek van Tsjechië: xx0072253
- Système universitaire de documentation: 08383401X
- Virtual International Authority File: 22343331
- WorldCat: E39PBJm99JqyHfMRWkgWJ3yKh3